# 前園真聖
前園真聖（1973年10月29日—），已退役日本職業足球員，司職前鋒，前日本國家足球隊成員。

## 俱樂部生涯
前园真圣出生于1973年，前园真圣出道于日本的横滨飞翼。
在1997年，前园真圣以创纪录的400万美元身价转会到日职球会川崎绿茵。
前园真圣的出色表现还曾吸引西甲球队西维尔关注，但他当时所在的横滨飞翼因转会费未能达成一致。
前园真圣随后在1998年被川崎绿茵放弃，租借到巴甲联赛球队桑托斯足球俱樂部 ，然而在巴西联赛中才24岁的前园真圣迅速成为普通球员。效力过土耳其和葡萄牙球会之后，前园真圣在2001年重返川崎绿茵，但随后不到半年又被球队开除。在2002年6月前园真圣前去韩国，但只能在安阳LG效力。
在韩国联赛继续征战了2个赛季之后，2005年，才32岁的前园真圣就退役。

## 國家隊生涯
因为在联赛中的出色表现，前园真圣在20岁的时候就进入了日本国家足球队，并且同期担任日本国奥队的队长，成为各级别国家队中都是绝对主力。在国家队中，前园真圣和北泽豪、三浦知良一起组成了进攻组合。
前园真圣在1996年亚特兰大奥运会预选赛中表现十分出色，在他的带领下，日本队在时隔28年之后重新进入了奥运会。其中半决赛中日本2-1击败沙特，前园真圣凭借前插技术用左脚打进两球。而在奥运会小组赛第一轮，前园真圣带领下的日本1-0击败了拥有白必图、罗纳尔多、里瓦尔多的巴西。
从奥运会回来之后，在年底的1996年亚洲杯中，前园真圣作为日本队主力出战。随后在1997年3月他再次入选了日本国家队，但是表现已经不好。前园真圣在1994-1997年间，代表日本国家队出场19次打进4粒进球。

## 外部連結
- National Football Teams （页面存档备份，存于）
- Japan National Football Team Database
- 前園真聖オフィシャルサイト （页面存档备份，存于）
- 前園真聖的X（前Twitter）
- 前園真聖的Instagram帳戶